# Власов, Василий Максимович
Васи́лий Макси́мович Вла́сов (род. 27 июня 1995, Москва) — российский государственный и политический деятель.
Депутат Государственной Думы Федерального собрания Российской Федерации VII и VIII созывов (5 октября 2016 года — 1 ноября 2023). Член политической партии ЛДПР (2011—2023).
Первый заместитель руководителя фракции ЛДПР в Государственной Думе Федерального собрания Российской Федерации (2021—2023). Первый заместитель председателя комитета ГД по природным ресурсам, собственности и земельным отношениям (2019—2021), член комитета Государственной думы по физической культуре, спорту, туризму и делам молодёжи (2016—2019).
Являлся самым молодым депутатом Государственной Думы Федерального Собрания Российской Федерации
VII созыва.
Из-за поддержки вторжения России на Украину находится под международными санкциями Евросоюза, США, Великобритании и ряда других стран.

## Биография
Василий Власов родился 27 июня 1995 года в Москве. Учился в средней школе № 1350 города Москвы с углублённым изучением математики и физики.
После окончания школы поступил в Институт социально-гуманитарного образования Московского педагогического государственного университета, также окончил Институт мировых цивилизаций, учредителем которого является В. В. Жириновский.

### Работа в ЛДПР
В 16 лет начал работать в молодёжной организации ЛДПР. Позже Василий работал заместителем руководителя Московской молодёжной организации ЛДПР, также был помощником лидера партии В. В. Жириновского, руководителем его приёмной, помощником депутатов Государственной Думы VI созыва А. С. Сикорского и В. В. Журко, руководителем Московской молодёжной организации ЛДПР, Всероссийской молодёжной организации ЛДПР.

### Депутат Государственной Думы
В 2016 году стал самым молодым депутатом Государственной думы VII созыва, после чего прошёл проверку на полиграфе. На выборах баллотировался от ЛДПР по 198-му Ленинградскому одномандатному избирательному округу, город Москва, где занял 3-е место, набрав 20 306 голосов (11,99 %) уступив Галине Хованской (52 623 голоса, 31,09 %) и Юлии Галяминой (23 684 голоса, 13,99 %). Также был включен в региональный список ЛДПР по городу Москве, по которому и прошёл в Госдуму.
С 5 октября 2016 года — член комитета по культуре, спорту, туризму и делам молодёжи.
С апреля 2019 года — первый заместитель председателя комитета ГД по природным ресурсам, собственности и земельным отношениям.
17 июня 2019 года назначил блогера Юрия Хованского своим помощником на общественных началах.
3 июля 2019 года Власов заявил о намерении участвовать в выборах в Московскую городскую думу.
1 октября 2019 года пригласил шведскую экоактивистку Грету Тунберг выступить с речью в Государственной думе перед российской молодёжью, соответствующее письмо парламентарий передал в посольство Швеции в РФ.
С 2022 года был сторонником Евгения Пригожина, в его приёмной можно было записаться добровольцем в ЧВК «Вагнер».
Осенью 2023 года руководитель комиссии по регламенту Виктор Пинский сообщил о её решении обратиться в комиссию по вопросам депутатской этики для установления оснований для досрочного прекращения полномочий Власова из-за пропусков более 60 % заседаний комиссии.
31 октября 2023 года Комиссия Госдумы по этике нашла основания для досрочного прекращения полномочий депутатов Василия Власова (ЛДПР) и Вадима Белоусова («Справедливая Россия — За правду»): неисполнение ими обязанностей в течение 30 и более дней. 1 ноября 2023 года депутаты Госдумы проголосовали за лишение полномочий Власова. По данным руководителя комиссии по регламенту, в которой состоит Власов, депутат пропустил более 60 % заседаний, при этом Власов сообщил что посещал почти все пленарные заседания Думы, а собрания комиссии часто проходили в онлайн-формате, также депутат заявил, что данные о прогулах являются поводом для снятия его с должности.
Власов обратился с иском о восстановлении депутатских полномочий, но Верховный суд РФ вынес отказное решение, указав, что обязанностью депутатов является посещение заседаний не только самой Думы, но и комиссий, в которых они состоят.

#### Законодательные инициативы
В октябре 2016 года Власов внёс законопроект, разрешающий голосовать на выборах с 16-летнего возраста. Эту идею поддержали другие депутаты фракции ЛДПР — Алексей Диденко и Борис Чернышов. Вскоре данный законопроект подвергся критике со стороны депутатов других фракций. Директор Института избирательных технологий Евгений Сучков утверждал, что в 16 лет человек ещё молод и он не до конца разбирается в политике. С таким мнением согласилось Правительство России и сама Государственная Дума, которая отказалась вносить данный законопроект. 19 октября 2017 года председатель Государственной Думы Вячеслав Володин допустил дискуссию о праве голосовать с 16 лет.
Следующий законопроект Власова заключался в разрешении 16-летним подросткам вступать в политические партии. Также он подчеркнул, что подросток не должен выплачивать членские взносы партии. Данный законопроект был отвергнут Государственной Думой.
В июле 2017 года предлагал отменить статью 282 Уголовного кодекса России, либо внести в неё изменения, также просил исключить видеоблогера Руслана Соколовского из Федерального реестра экстремистов. Также обратился к председателю комитета по государственному строительству и законодательству Госдумы Павлу Крашенинникову для создания рабочей группы на базе комитета по изменению, внесению поправок в ст. 282 Уголовного кодекса России.
28 сентября 2017 года Василий предложил Денису Мантурову создать аналог интернет-площадки Alibaba под названием «Добрыня».
13 октября 2017 года Василий предложил давать выходные метеочувствительным людям в дни магнитных бурь.
17 октября 2017 года Василий попросил мэра Москвы Сергея Собянина создать в Москве Центральный дом видеоблогера.
10 ноября 2017 года Василий попросил Максима Топилина сократить рабочую неделю для некурящих граждан.
16 ноября 2017 года Власов предложил обязать торговые комплексы, чья торговая площадь составляет более 10 тысяч квадратных метров, открывать комнаты матери и ребёнка. Идею депутата поддержало Министерство строительства и жилищно-коммунального хозяйства Российской Федерации.
14 декабря 2017 года Власов предложил Минобрнауки РФ возможность введения в школах 12 класса обучения, а летние школьные каникулы продлить на один месяц. Однако Министерство образования и науки РФ эту идею отвергло.
12 января 2018 года Власов предложил главе Минобрнауки Ольге Васильевой отменить учёбу по субботам.
15 февраля 2018 года предложил заменить государственные автомобили чиновников на LADA Vesta.
21 февраля 2018 года предложил создать единую площадку для проведения предвыборных дебатов.
26 марта 2018 года предложил организовать в школах урок о противопожарной безопасности. Прокомментировал он это следующим:

«Прошу вас распорядиться провести в средних общеобразовательных учреждениях дополнительный урок, посвященный противопожарной безопасности, перед выходом учеников на весенние каникулы»

21 мая 2018 года обратился в Минстрой России и в Банк России с целью разрешить давать ипотеку с 14 летнего возраста. Он обосновал это следующими словами:

«Существенным условием получения такого жилищного кредита должно стать право на сдачу залогового жилья в аренду, это позволит обслуживать ипотеку даже несовершеннолетним, пусть и с финансовой поддержкой родителей. При этом воплощение такой инициативы в жизнь несет массу преимуществ. Данный механизм позволит молодым людям иметь собственное жилье к 25 — 30 годам и без всяких проблем создать семью»

3 июля 2018 года предложил вице-премьеру России Татьяне Голиковой создать Федеральное агентство по поддержке социального предпринимательства при правительстве Российской Федерации. Он прокомментировал это следующим:

«Считаю целесообразным создание в структуре правительства РФ Федерального агентства по поддержке социального предпринимательства, находящегося в подчинении Министерства труда и социальной защиты населения. Прошу вас дать свою оценку данной инициативе и распорядиться проанализировать возможность её реализации»

18 июля 2018 года предложил разрешить до конца года посещать музеи со скидкой в 50 % россиянам, имеющим паспорт болельщика. В тот же день предложил Татьяне Голиковой обязать торговые точки продавать питьевую воду по зафиксированной государственной цене 15 рублей за полулитровую бутылку.
25 июля 2018 года предложил выделить определённый процент рекламного времени на телевидении для распространения информации о социальном предпринимательстве, о чём он прокомментировал следующее:

«Где в законе прописано, чтобы определённый процент эфирного рекламного времени давался социальному предпринимательству? Абсолютно ничего. Мы надеемся, что в ближайшее время все-таки социальной рекламе, рекламе нашего будущего, рекламе, где будет говориться о том, чтобы производили и покупали товары нашего, российского производства будет уделено больше внимания»

1 августа 2018 года предложил Правительству РФ ввести специальные выходные для людей, страдающих от сердечно-сосудистых заболеваний. Также 1 августа предложил министру здравоохранения РФ Веронике Скворцовой рассмотреть возможность ввести для медработников бесплатный проезд в общественном транспорте и на поездах. Он дал следующий комментарий:

«Я сегодня направил письмо Веронике Скворцовой, чтобы предусмотреть возможность бесплатного проезда медикам на общественном транспорте и на поездах дальнего следования»

15 августа 2018 года предложил ввести регистрацию личного электротранспорта, он прокомментировал это так:

«В Российской Федерации уже много лет существует проблема высокой смертности наших граждан в дорожно-транспортных происшествиях. Одной из причин этого является отсутствие правового регулирования использования личного электротранспорта, такого как сегвеи, гироскутеры, моноколеса»

24 июля 2022 года сообщил о планах направить Сергею Собянину обращение с просьбой переименовать Киевский вокзал в Брянский, вернув первоначальное название, которое использовалось с 1918 по 1934 год.

### Последующая деятельность
После исключения из ЛДПР Власов стал заместителем руководителя Росаккредагентства, подведомственного Рособрнадзору, курируя в этой должности международное направление.

## Санкции
23 февраля 2022 года внесён в санкционные списки стран Евросоюза за действия и политику, которые подрывают территориальную целостность, суверенитет и независимость Украины и ещё больше дестабилизируют Украину.
24 февраля 2022 года включён в санкционный список Канады «близких соратников режима» за голосование о признании независимости «так называемых республик в Донецке и Луганске».
24 марта 2022 года, на фоне вторжения России на Украину, включен в санкционный список США за «соучастие в войне Путина» и «поддержку усилий Кремля по вторжению в Украину», Госдеп США заявил, что депутаты Госдумы используют свои полномочия для преследования инакомыслящих и политических оппонентов, нарушают свободу информации, ограничивают права человека и основные свободы граждан России.
Позднее, по аналогичным основаниям, включён в санкционные списки Великобритании, Швейцарии, Австралии, Японии, Украины и Новой Зеландии.

## Факты
- 29 декабря 2021 года лидер ЛДПР Владимир Жириновский записал для четырёхлетней девочки Дарьи Чернышёвой видеопоздравление с наступающим Новым годом, в котором заявил, что по достижении ею совершеннолетия Власов на ней женится, что станет «самым большим подарком» для неё и «самой большой трагедией в его личной жизни»[68].
- До мятежа Пригожина 24 июня 2023 года в приёмной депутата Власова можно было записаться в ЧВК Вагнер[69].
- Помощниками депутата на общественных началах были блогеры Юрий Хованский и Илья Мэддисон[69][70].